# Grupo Desportivo Fabril do Barreiro
Il Grupo Desportivo Fabril do Barreiro è un club polisportivo avente sede a Barreiro in Portogallo. La sezione più celebre è quella di hockey su pista

## Palmarès

### Hockey su pista

#### Competizioni nazionali
- Campionato portoghese: 1

1964-1965

### Calcio

#### Competizioni nazionali
- Segunda Divisão: 1

1953-1954

#### Competizioni internazionali
- Coppa Intertoto: 1

1974

#### Altri piazzamenti
- Campionato portoghese:

Terzo posto: 1964-1965
- Coppa del Portogallo:

Semifinalista: 1968-1969, 1972-1973